# Hodów
Hodów (ukr. Годів, Hodiw) – wieś na Ukrainie, w obwodzie tarnopolskim, w rejonie tarnopolskim. W 2001 roku liczyła 715 mieszkańców.

## Historia
Pierwszy raz wymieniana w dokumentach jako parafia w 1440 roku. Należała do Sobieskich i Potockich.
11 czerwca 1694 roku doszło tu do starcia określanego jako Bitwa pod Hodowem, w którym 400-600 osobowy oddział wojsk polskich pod dowództwem pułkownika Konstantego Jana Zahorowskiego powstrzymał najazd Tatarów. 
Do 2020 w rejonie zborowskim. 

## Zabytki
- We wsi znajduje się obelisk fundacji króla Jana III Sobieskiego upamiętniający bohaterską obronę przed najazdem tatarskim (odrestaurowany latem 2014 roku[5])
- drewniana cerkiew pw. św. Michała Archanioła z 1928 roku.